# Пјан д'Ачола (Модена)
Пјан д'Ачола је насеље у Италији у округу Модена, региону Емилија-Ромања.
Према процени из 2011. у насељу је живело 2 становника. Насеље се налази на надморској висини од 1004 м.